# Liste der Baudenkmale in Nienstädt
In der Liste der Baudenkmale in Nienstädt sind die Baudenkmale der niedersächsischen Gemeinde Nienstädt und ihrer Ortsteile aufgelistet. Die Quelle der Baudenkmale ist der Denkmalatlas Niedersachsen. Der Stand der Liste ist der 30. Mai 2020.

## Allgemein
In den Spalten befinden sich folgende Informationen:
- Lage: die Adresse des Baudenkmales und die geographischen Koordinaten. Kartenansicht, um Koordinaten zu setzen. In der Kartenansicht sind Baudenkmale ohne Koordinaten mit einem roten Marker dargestellt und können in der Karte gesetzt werden. Baudenkmale ohne Bild sind mit einem blauen Marker gekennzeichnet, Baudenkmale mit Bild mit einem grünen Marker.
- Bezeichnung: Bezeichnung des Baudenkmales
- Beschreibung: die Beschreibung des Baudenkmales. Unter § 3 Abs. 2 NDSchG werden Einzeldenkmale und unter § 3 Abs. 3 NDSchG Gruppen baulicher Anlagen und deren Bestandteile ausgewiesen.
- ID: die Objekt-ID des Baudenkmales
- Bild: ein Bild des Baudenkmales, ggf. zusätzlich mit einem Link zu weiteren Fotos des Baudenkmals im Medienarchiv Wikimedia Commons. Wenn man auf das Kamerasymbol klickt, können Fotos zu Baudenkmalen aus dieser Liste hochgeladen werden:

## Liekwegen
| Lage                                              | Bezeichnung              | Beschreibung | ID       | Bild |
| ------------------------------------------------- | ------------------------ | ------------ | -------- | ---- |
| Grenzweg 1, Nienstädt 52° 17′ 15″ N, 9° 11′ 32″ O | Wohn-/Wirtschaftsgebäude |              | 36245314 | BW   |

## Meinefeld
| Lage                                                  | Bezeichnung              | Beschreibung  | ID       | Bild |
| ----------------------------------------------------- | ------------------------ | ------------- | -------- | ---- |
| Hof Meinefeld 1, Nienstädt 52° 18′ 29″ N, 9° 9′ 48″ O | Wohnhaus                 | Hof Meinefeld | 36245375 | BW   |
| Hof Meinefeld 2, Nienstädt 52° 18′ 29″ N, 9° 9′ 46″ O | Wohn-/Wirtschaftsgebäude | westlich      | 36245396 | BW   |

## Nienstädt
| Lage                                                         | Bezeichnung                                                                                | Beschreibung     | ID       | Bild |
| ------------------------------------------------------------ | ------------------------------------------------------------------------------------------ | ---------------- | -------- | ---- |
| Bahnhofstraße 1, Nienstädt 52° 17′ 36″ N, 9° 9′ 56″ O        | Wasserbehälter                                                                             |                  | 36245439 | BW   |
| Bahnhofstraße 3, Nienstädt 52° 17′ 38″ N, 9° 9′ 51″ O        | Koksofen                                                                                   | Bienenkorbofen   | 36245417 | BW   |
| Hannoversche Straße, Nienstädt 52° 17′ 33″ N, 9° 9′ 55″ O    | Kriegerdenkmal                                                                             |                  | 36245480 | BW   |
| Hannoversche Straße 17, Nienstädt 52° 17′ 33″ N, 9° 9′ 56″ O | Wohnhaus                                                                                   |                  | 36245460 | BW   |
| Nienstädter Weg 8, Nienstädt 52° 17′ 19″ N, 9° 10′ 32″ O     | Wohn-/Wirtschaftsgebäude                                                                   |                  | 36245334 | BW   |
| Nienstädt 52° 17′ 30″ N, 9° 10′ 7″ O                         | Hofanlagen Schierbach- und Wendthäger Straße                                               | Baudenkmalgruppe | 36216690 | BW   |
| Hannoversche Straße 9, Nienstädt 52° 17′ 33″ N, 9° 10′ 4″ O  | Wohn-/Wirtschaftsgebäude. (Baudenkmalgruppe: Hofanlagen Schierbach- und Wendthäger Straße) |                  | 36246230 | BW   |
| Hannoversche Straße 9, Nienstädt 52° 17′ 33″ N, 9° 10′ 3″ O  | Verbindungsbau. (Baudenkmalgruppe: Hofanlagen Schierbach- und Wendthäger Straße)           |                  | 36246634 | BW   |
| Hannoversche Straße 9, Nienstädt 52° 17′ 33″ N, 9° 10′ 2″ O  | Scheune. (Baudenkmalgruppe: Hofanlagen Schierbach- und Wendthäger Straße)                  |                  | 36246435 | BW   |
| Wendthäger Straße 2, Nienstädt 52° 17′ 29″ N, 9° 10′ 5″ O    | Haupthaus. (Baudenkmalgruppe: Hofanlagen Schierbach- und Wendthäger Straße)                |                  | 36246076 | BW   |
| Wendthäger Straße 2, Nienstädt 52° 17′ 29″ N, 9° 10′ 4″ O    | Stall. (Baudenkmalgruppe: Hofanlagen Schierbach- und Wendthäger Straße)                    |                  | 36246479 | BW   |
| Wendthäger Straße 2, Nienstädt 52° 17′ 30″ N, 9° 10′ 4″ O    | Scheune. (Baudenkmalgruppe: Hofanlagen Schierbach- und Wendthäger Straße)                  |                  | 36246274 | BW   |
| Schierbachstraße 8, Nienstädt 52° 17′ 28″ N, 9° 10′ 11″ O    | Wohn-/Wirtschaftsgebäude. (Baudenkmalgruppe: Hofanlagen Schierbach- und Wendthäger Straße) |                  | 36246186 | BW   |
| Schierbachstraße 8, Nienstädt 52° 17′ 28″ N, 9° 10′ 11″ O    | Nebengebäude. (Baudenkmalgruppe: Hofanlagen Schierbach- und Wendthäger Straße)             |                  | 36246384 | BW   |
| Schierbachstraße 12, Nienstädt 52° 17′ 25″ N, 9° 10′ 11″ O   | Leibzucht. (Baudenkmalgruppe: Hofanlagen Schierbach- und Wendthäger Straße)                |                  | 36246524 | BW   |
| Schierbachstraße 10, Nienstädt 52° 17′ 25″ N, 9° 10′ 10″ O   | Scheune. (Baudenkmalgruppe: Hofanlagen Schierbach- und Wendthäger Straße)                  |                  | 36246318 | BW   |
| Schierbachstraße 10, Nienstädt 52° 17′ 25″ N, 9° 10′ 9″ O    | Haupthaus. (Baudenkmalgruppe: Hofanlagen Schierbach- und Wendthäger Straße)                |                  | 36246120 | BW   |
| Schierbachstraße 6, Nienstädt 52° 17′ 24″ N, 9° 10′ 7″ O     | Backhaus. (Baudenkmalgruppe: Hofanlagen Schierbach- und Wendthäger Straße)                 |                  | 36246700 | BW   |
| Schierbachstraße 6, Nienstädt 52° 17′ 25″ N, 9° 10′ 6″ O     | Haupthaus. (Baudenkmalgruppe: Hofanlagen Schierbach- und Wendthäger Straße)                |                  | 36246098 | BW   |
| Schierbachstraße 6, Nienstädt 52° 17′ 24″ N, 9° 10′ 6″ O     | Leibzucht. (Baudenkmalgruppe: Hofanlagen Schierbach- und Wendthäger Straße)                |                  | 36246296 | BW   |
| Schierbachstraße 6, Nienstädt 52° 17′ 25″ N, 9° 10′ 5″ O     | Scheune. (Baudenkmalgruppe: Hofanlagen Schierbach- und Wendthäger Straße)                  |                  | 36246501 | BW   |
| Wendthäger Straße 17, Nienstädt 52° 17′ 30″ N, 9° 10′ 18″ O  | Wohn-/Wirtschaftsgebäude                                                                   |                  | 36245611 | BW   |

## Sülbeck
| Lage                                                         | Bezeichnung                                                                       | Beschreibung             | ID        | Bild |
| ------------------------------------------------------------ | --------------------------------------------------------------------------------- | ------------------------ | --------- | ---- |
| Obernstraße 17, Nienstädt 52° 17′ 17″ N, 9° 9′ 41″ O         | Wohn-/Wirtschaftsgebäude                                                          |                          | 36245355  | BW   |
| Auf den Kuhlen 10, Nienstädt 52° 17′ 47″ N, 9° 9′ 16″ O      | Wohn-/Wirtschaftsgebäude                                                          |                          | 36245653  | BW   |
| Bergstraße 12, Nienstädt 52° 17′ 18″ N, 9° 9′ 29″ O          | Wohn-/Wirtschaftsgebäude                                                          |                          | 36245267  | BW   |
| Bergstraße 25, Nienstädt 52° 17′ 11″ N, 9° 9′ 37″ O          | Wohn-/Wirtschaftsgebäude                                                          |                          | 36245293  | BW   |
| Kirchhorster Straße 16, Nienstädt 52° 17′ 31″ N, 9° 8′ 53″ O | Hofanlage Kirchhorster Straße 16                                                  | Baudenkmalgruppe         | 36216647  | BW   |
| Kirchhorster Straße 16, Nienstädt 52° 17′ 31″ N, 9° 8′ 52″ O | Wohnhaus. (Baudenkmalgruppe: Hofanlage Kirchhorster Straße 16)                    |                          | 36246208  | BW   |
| Kirchhorster Straße 16, Nienstädt 52° 17′ 31″ N, 9° 8′ 53″ O | Scheune. (Baudenkmalgruppe: Hofanlage Kirchhorster Straße 16)                     |                          | 36246413  | BW   |
| Kirchhorster Straße 16, Nienstädt 52° 17′ 32″ N, 9° 8′ 53″ O | Scheune. (Baudenkmalgruppe: Hofanlage Kirchhorster Straße 16)                     |                          | 36246612  | BW   |
| Kirchweg, Nienstädt 52° 17′ 15″ N, 9° 9′ 0″ O                | Kriegerdenkmal                                                                    |                          | 36245738  | BW   |
| Küsterweg, Nienstädt 52° 17′ 15″ N, 9° 8′ 55″ O              | Kriegerdenkmal                                                                    |                          | 36245779  | BW   |
| Küsterweg 5, Nienstädt 52° 17′ 10″ N, 9° 9′ 7″ O             | Wohn-/Wirtschaftsgebäude                                                          |                          | 36245759  | BW   |
| Nienstädt 52° 17′ 15″ N, 9° 9′ 3″ O                          | Ev. Pfarrkirche Küsterweg                                                         | Baudenkmalgruppe         | 336216661 | BW   |
| Küsterweg, Nienstädt 52° 17′ 15″ N, 9° 9′ 3″ O               | Kirche (Bauwerk). (Baudenkmalgruppe: Ev. Pfarrkirche Küsterweg)                   | Evangelische Pfarrkirche | 36245695  |      |
| Küsterweg 1, Nienstädt 52° 17′ 14″ N, 9° 9′ 3″ O             | Küsterhaus. (Baudenkmalgruppe: Ev. Pfarrkirche Küsterweg)                         |                          | 36245717  | BW   |
| Sülbecker Straße, Nienstädt 52° 17′ 26″ N, 9° 9′ 1″ O        | Hofanlagen Sülbecker Straße 3, 5, 7                                               | Baudenkmalgruppe         | 36216676  | BW   |
| Sülbecker Straße 3, Nienstädt 52° 17′ 26″ N, 9° 8′ 59″ O     | Fachwerkanbau. (Baudenkmalgruppe: Hofanlagen Sülbecker Straße 3, 5, 7)            |                          | 36246340  | BW   |
| Sülbecker Straße 3, Nienstädt 52° 17′ 26″ N, 9° 9′ 0″ O      | Wohn-/Wirtschaftsgebäude. (Baudenkmalgruppe: Hofanlagen Sülbecker Straße 3, 5, 7) |                          | 36246142  | BW   |
| Sülbecker Straße 5, Nienstädt 52° 17′ 27″ N, 9° 9′ 0″ O      | Leibzucht. (Baudenkmalgruppe: Hofanlagen Sülbecker Straße 3, 5, 7)                |                          | 36246362  | BW   |
| Sülbecker Straße 5, Nienstädt 52° 17′ 27″ N, 9° 9′ 1″ O      | Backhaus. (Baudenkmalgruppe: Hofanlagen Sülbecker Straße 3, 5, 7)                 |                          | 36246568  | BW   |
| Sülbecker Straße 7, Nienstädt 52° 17′ 27″ N, 9° 9′ 2″ O      | Haupthaus. (Baudenkmalgruppe: Hofanlagen Sülbecker Straße 3, 5, 7)                |                          | 36246164  | BW   |
| Sülbecker Straße 8, Nienstädt 52° 17′ 27″ N, 9° 9′ 5″ O      | Schule                                                                            |                          | 36245844  | BW   |

## Wackerfeld
| Lage                                                      | Bezeichnung              | Beschreibung | ID       | Bild |
| --------------------------------------------------------- | ------------------------ | ------------ | -------- | ---- |
| Wackerfelder Weg 1 a, Nienstädt 52° 18′ 9″ N, 9° 9′ 51″ O | Wohn-/Wirtschaftsgebäude |              | 36245886 | BW   |